# 仙境 (小說)
《仙境》是一部衛斯理系列中的小説，由香港科幻小説家倪匡所寫，系列編號20。藉由一個滿是寶石的山洞，描述一樁偉大愛情故事和種種人性。同時藉由一顆綠色鑽石，描述人性中種種貪婪自私。

## 故事大綱

### 一幅奇異的油畫
衛斯理無意中到一古董店，被一幅山洞發光的畫像吸引，得知有人已預訂畫像，衛本有意以高價買下畫像，但意外遇見預訂油畫的印度人德拉，並察覺他有強烈意願買下畫像，故將油畫禮讓給德拉。衛斯理離開古董店以後，德拉找上衛，希望可以資助他一次冒險計劃。於是德拉就說出他的來歷，原來他是土王宮殿的總管。

### 印度土王宮殿的總管
德拉是巴哈瓦蒲耳遮龐土王王宮的總管，他跟十五歲的妻子黛蜜月時，無意中到了與印度接壤，西藏邊境中的一個世外桃源，那裏有無數的寶石，但黛卻在那裏染了病，後來更變成妖怪，被土王宮殿中的衛士射殺。後來土王沒落，德拉四處流浪。這一幅仙境畫作，是黛臨終前繪畫。

### 德拉真正的目的
因著該幅油畫的吸引，衛被德拉誘惑，跟他一起前往大山邊境，尋找仙境。經歷千辛萬苦和各種危險後他們到了畫中的仙境，德拉對寶石全無興趣，他只撫摸地上一塊黑褐色的石塊。原來他深愛黛，只想經歷黛曾經歷過的，他要求衛斯理當他的見證人，好證明他的經歷，衛斯理聞言只能苦笑。因山洞中缺水缺糧，為補給糧食和水，德拉要求衛斯理十天之後回來。雙方達成協議後，衛斯理離開了山洞。

### 神的試煉
而衛斯理在與德拉達成協議離開山洞數天期間，意外被康巴人當成敵人，被康巴人俘虜的衛斯理，被迫要從一脆弱不堪的石樑上走動，好證明他的清白。結果衛掉下峽谷湍急的河流中，他憑自己良好的體魄，順利脫險，衛斯理找到一個山洞，並在大風雪時，救了兩個康巴族的小孩，因此康巴人和衛斯理成為好朋友。

### 變成怪物
衛回頭找德拉，目睹他最終如願，和黛一樣變成一頭怪物，後來他自殺殉情了。衛依據德拉的日記，推斷那黑褐色的石塊能放出高度輻射能，把黛及德拉的身體組織灼傷，產生變化，最後成了怪物。

### 寶石與人性
衛返回印度城市時原來意外地帶了一顆綠色寶石，他到珠寶店詢價，發現以晶體對光線的折射率而言，那其實是一顆鑽石，拒絕出讓寶石的衛斯理，卻被珠寶店老闆，私下指使一群無賴，想搶走寶石，衛被眾人襲擊，而丟失了寶石，最終衛脫險。衛往美國檢查身體，並未有受輻射影響，他推測這些寶石，很可能是從一顆殞星撞向地球時留下來的。

## 作者想表達的理念
- 一個山洞產生出一個愛情故事，以及各種人性。一顆綠色鑽石，反映出人性中種種貪婪自私。

## 廣播劇
- 香港電台於1971年1月8日至21日，逢星期一至五晚上十一時〈風虎雲龍集〉時段，以粵語首播《仙境》廣播劇，合共10集。
  - 播音
    - 鍾炳霖 飾演 衛斯理
    - 李安求 飾演 白素
    - 陳炳球 飾演 古董店/珠寶店老闆
    - 李麗妮 飾演 黛娜
    - 潘志文 飾演 晉美/挖渠工人
    - 曾勵珍 飾演 康巴族人/珠寶店顧客
    - 熊德誠 飾演 酒店職員
    - 林友榮 飾演 老李
    - 顏國樑 飾演 晉美兒子

- 香港商業電台以粵語於1987年星期一至五，每日下午三時正首播《仙境》廣播劇，合共7集。為商台衛斯理廣播劇系列第三個故事。
  - 監製：金貴
  - 改編：李牧華
  - 播音
    - 朱子聰 飾演 衛斯理
    - 錢佩卿 飾演 白素
    - 楊廣培 飾演 德拉
    - 吳惠玲 飾演 黛
    - 金貴 飾演 晉美
    - 葉麗玲 飾演 娜拉兒(晉美女兒)(原創角色)
    - 馬淑逑 飾演 古董店售貨員
    - 金貴 飾演 古董店主
    - 甄錦華 飾演 遮龐土王/康巴族人/珠寶商手下
    - 吳忠泰 飾演 瑪爾(印度人)/衛士/康巴族人/珠寶商手下
    - 李錦 飾演 珠寶商
    - 朱雪梅 飾演 貴婦
    - 陳森 飾演 斯密夫(衛斯理美國朋友)
    - 葉佳 飾演 老年人

| 前任者： 019 貝殼、消失 | 衛斯理系列（按編號） 020 仙境、奇玉     | 繼任者： 021 訪客、虛像 |
| 前任者： (小說)         | 衛斯理系列（按連載時序） 年月日至年月日 | 繼任者： (小說)         |